# Bujka Barbara
Bujka Barbara (Budapest, 1986. szeptember 5. –) Európa-bajnok magyar válogatott vízilabdázónő. Édesapja Bujka Gábor válogatott vízilabdázó, testvére Bujka Viktória vízilabdázó.

## Sportpályafutása
Édesapja Németországban idegenlégióskodott, így ott kezdett el vízilabdázni. 2002 és 2005 között szerepelt a német válogatottban. 2003-ban német színekben 10. volt a világbajnokságon, 2005-ben a junior vb-n lett tizedik.
2004-ben Dunaújvárosba igazolt. Itt 2005-ben és 2006-ban is a BEK-ben harmadik volt. A magyar bajnokságban egy arany- és egy ezüstérmet szerzett.
2005-ben már beválogatták volna a magyar válogatottba a vb-n, de a FINA nem engedélyezte ezt. 2006-ban a világkupán ötödik lett. Az Európa-bajnokságon bronzérmet szerzett. Az új szezont az olasz Orizzonte Cataniában kezdte meg. Új csapatával második lett az európai szuperkupában. 2007-ben az olasz bajnokságban ezüstérmes volt. A világbajnokságon negyedik volt. 2007–2008-ban az olasz Vareseben szerepelt. A bajnokságban a playoff negyeddöntőjében estek ki. Az Európa-bajnokságon bronzérmes lett. Az olimpiai csapatból, az utolsó keretszűkítéskor maradt ki.
A 2008-2009-es szezonban a holland Twenteben játszott. 2009-ben részt vett az universiaden és ezüstérmes lett. 2009 nyarától az olasz Palermoban szerepel. 2010-ben az olasz bajnokságban a negyeddöntőig jutottak. A világligában hatodik, az Eb-n ötödik, a világkupában hatodik lett.
2010-től a WP Messinát erősítette. 2011-ben klubjával kilencedik lett az olasz bajnokság alapszakaszában, ami nem volt elég a playoffba kerüléshez. Bujka 65 góljával az alapszakasz negyedik legeredményesebb játékosa lett. A világbajnokságon a kilencedik helyen végzett. 2012-ben az Európa-bajnokságon bronzérmet szerzett. Az olimpiai selejtezőn a válogatottal kivívta az ötkarikás részvétel lehetőségét. A Messinával az olasz alapszakasz nyolcadikja lett. Az olimpián negyedik helyezést ért el.
A 2013-as női vízilabda-világligán negyedik helyezett volt. Csapatával az olasz bajnokságban hatodik lett. A góllövőlistán negyedik helyen zárt. A 2013-as női vízilabda-világbajnokságon bronzérmet szerzett. 18 góllal negyedik lett a góllövőlistán. Az újságírók szavazatai alapján bekerült a torna csapatába. A vb után a görögországi Olympiakosz Pireuszhoz igazolt. Új csapatával 2014-ben LEN-kupa győztes és görög bajnok lett.
A 2014-es női vízilabda-Európa-bajnokságon bronzérmes lett. 12 góljával a góllövőlistán hetedik helyen végzett. Szeptemberben a Szenteshez igazolt. Új csapatával 2015-ben második és gólkirály lett a magyar bajnokságban.
A 2015-ös női vízilabda-világbajnokságon kilencedik helyen végzett. 2016-ban tagja volt az Európa-bajnok válogatottnak. 2016 nyarán a Szegedi Vízműhöz igazolt. 2016-ban negyedik volt az olimpián és bekerült a torna all star csapatába.
A 2017-es világbajnokságon ötödik helyezést ért el a válogatottal. 2017 nyarán a Ferencvároshoz igazolt.
2019-ben az olasz Rapallo játékosa lett. 2020 elején a koronavírus-járvány miatt félbeszakadt az olasz bajnokság. Ezt követően Németországba költözött és a Bayer Uerdingen amatőr játékosa lett. Emellett a Düsseldorfer SC-nél edzőként tevékenykedik.

## Díjai, elismerései
- Magyar Ezüst Érdemkereszt (2012)
- Az év magyar vízilabdázója (2012)
- Az év vízilabdázója választás 2013 - harmadik helyezett (FINA) (2013)[14]
- A magyar bajnokság gólkirálya (2015)